# تيد بلانكنشيب
تيد بلانكنشيب (بالإنجليزية: Ted Blankenship)‏ هو لاعب كرة قاعدة أمريكي، ولد في 10 مايو 1901 في بونهام في الولايات المتحدة، وتوفي في 14 يناير 1945 في أتوكا في الولايات المتحدة.

## وصلات خارجية
- تيد بلانكنشيب على موقعبيزبول رفرنس.كوم (الدوري الرئيسي) (الإنجليزية)
- تيد بلانكنشيب على موقعبيزبول رفرنس.كوم (الدوري الثانوي) (الإنجليزية)
- تيد بلانكنشيب على موقع مشجعي الرسوم البيانية (الإنجليزية)